# Муниципальное образование «Ангарский»
Муниципа́льное образова́ние «Анга́рский» — муниципальное образование со статусом сельского поселения в Аларском районе Иркутской области России. 
Административный центр — посёлок Ангарский.

## Население
| 2010 | 2011 | 2012 | 2013 | 2014 | 2015 | 2016 |
| ---- | ---- | ---- | ---- | ---- | ---- | ---- |
| 836  | ↘833 | ↗839 | ↗842 | ↘832 | ↗847 | ↗856 |
| 2017 |      |      |      |      |      |      |
| ↘841 |      |      |      |      |      |      |

## Состав сельского поселения
| № | Населённый пункт | Тип населённого пункта          | Население |
| - | ---------------- | ------------------------------- | --------- |
| 1 | Ангарский        | посёлок, административный центр | ↗572      |
| 2 | Апхайта          | деревня                         | ↘141      |
| 3 | Быково           | посёлок                         | →126      |